# 광도초등학교 신애분교
광도초등학교 신애분교는 경상남도 통영시 광도면 죽림리 산234-1에 있었던 분교이다.

## 연혁
- 1964년 3월 19일 광도국민학교 신애분교장 개교(설립인가 1월 5일)
- 1967년 9월 24일 신축교사 및 화장실 준공
- 1996년 3월 1일 광도초등학교 신애분교장
- 1997년 2월 20일 제22회 졸업식(총수 162명)
- 1998년 3월 1일 폐교